# Paládio da Galácia
Paládio da Galácia foi um bispo de Helenópolis, na Bitínia, e um devoto discípulo de João Crisóstomo. Ele é lembrado pela sua obra, História Lausíaca. Além disso, ele é quase certamente o autor do "Diálogo sobre a vida de Crisóstomo".

## Vida e obras
Paládio nasceu na Galácia em 363 ou 364 e se dedicou à vida monástica em 386 ou pouco depois. Ele viajou ao Egito para se encontrar com os monges cristãos "por definição", os chamados padres do deserto. Em 388 ele chegou em Alexandria e, por volta de 390, ele entrou na Nítria. No ano seguinte ele estava num distrito do deserto conhecido como Célia - pela quantidade de celas -, onde passará os próximos nove anos, primeiro com Macário de Alexandria e depois com Evágrio do Ponto. No final deste período, já com a saúde debilitada, ele se mudou à Palestina, em busca de temperaturas mais amenas. Em 400, ele foi ordenado bispo de Helenópolis e logo se envolveu em toda a controvérsia à volta de João Crisóstomo.
Em 405, ele estava em Roma, para onde ele tinha ido para defender a causa de Crisóstomo. Por conta de sua fidelidade a ele, foi exilado no ano seguinte para Siene (atual Assuã) e para a Tebaida, onde ele pôde conhecer em primeira mão outra parte do Egito. Em 412-413 ele foi reconduzido ao cargo após um período junto aos monges do Monte das Oliveiras. Sua grande obra foi escrita entre 419-420 e foi batizada de História Lausíaca por ter sido composta para Lauso, mordomo na corte de Teodósio II. Ele morreu em algum momento na década de 420